# 大特勞特湖 (安大略省)
大特勞特湖（Big Trout Lake）是加拿大的湖泊，由安大略省負責管轄，長54公里、寬27公里，面積624平方公里，島嶼面積37平方公里，集水區面積4,350平方公里，海拔高度213米。